# Мирутинський заказник
Мирутинський — ландшафтний заказник місцевого значення в Україні. Об'єкт природно-заповідного фонду Хмельницької області. 
Розташований у межах Шепетівського району Хмельницької області, 750 метрів на північний захід від села Мирутин, на південь від села Киликиїв.
Площа 278,8 га, створений 18 листопада 2009 року рішенням 24 сесії Хмельницької обласної ради № 20-24/2009.